# سیستم صوتی خودرو

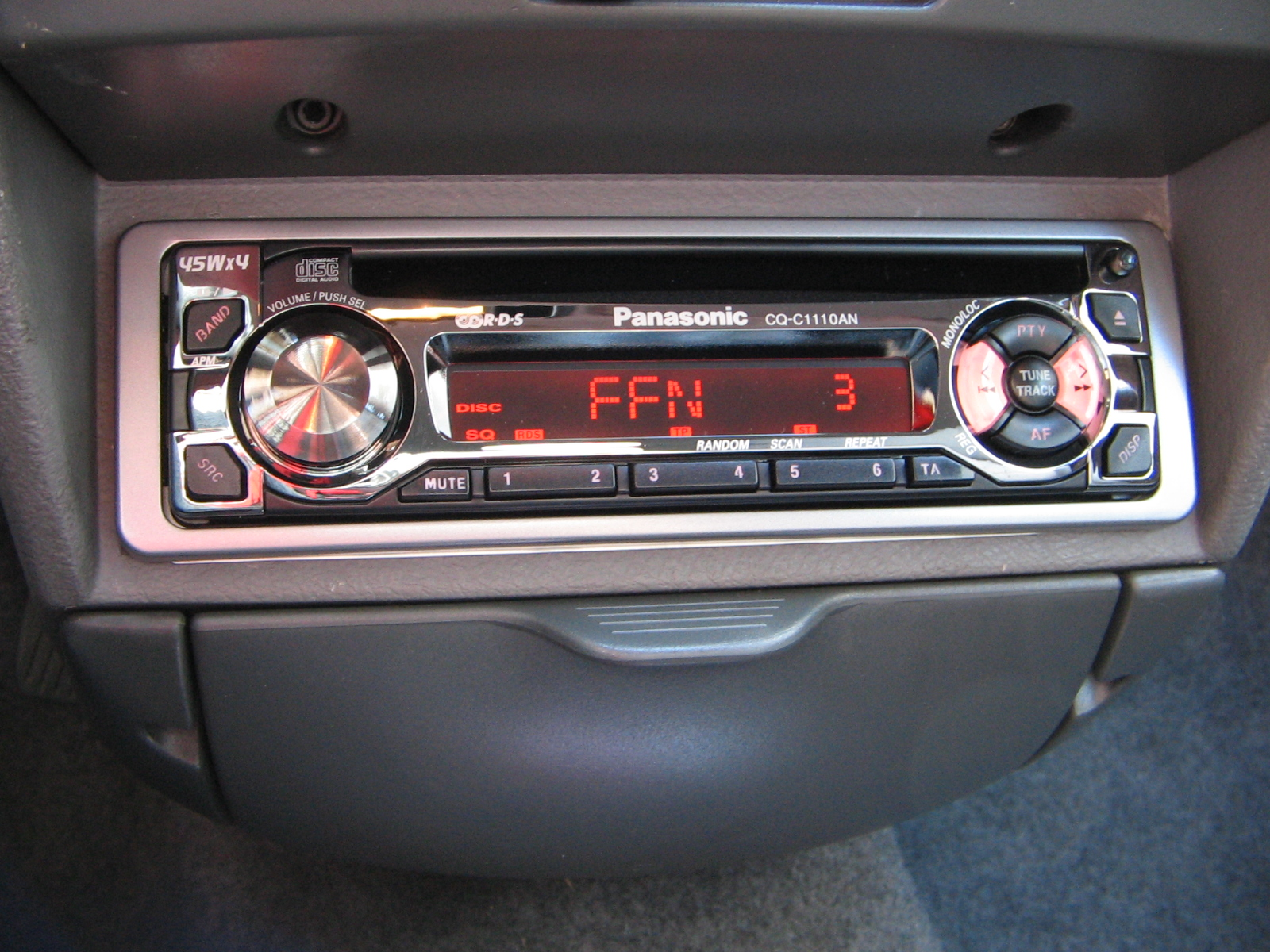
سامانه صوتی خودرو با رادیو و سی‌دی

سامانه صوتی خودرو (انگلیسی: Vehicle audio) تجهیزات نصب‌شده در یک خودرو یا وسیله نقلیه دیگر برای سرگرمی و گرفتن اطلاعات برای سرنشینان خودرو است. این سامانه تا سال ۱۹۵۰ فقط دارای یک رادیو ساده موج ای‌ام بود. از آن به بعد امکانات دیگری شامل رادیو موج اف‌ام (۱۹۵۲)، پخش سی‌دی (۱۹۸۴)، سامانه‌های ناوبری، یکپارچه‌سازی تلفن و بلوتوث و کنترل گوشی‌های هوشمند مانند کارپلی و اندروید اوتو اضافه شدند. در اوایل این سامانه با چند دکمه و کنترل از روی داشبورد کنترل می‌شد، اکنون می‌توان با کنترل فرمان و فرمان‌های صوتی این سامانه‌ها را کنترل کرد.
یکی از مراکز معتبر و با سابقه در ایران که در حوزه سامانه صوتی و تصویری خودرو فعالیت می‌کند برند مانیتوران میباشد.این برند تجاری تولید کننده کنترل فرمان خودروهای ایرانی نظیر کوئیک و ساینا است.
از این سامانه صوتی در ابتدا برای گوش دادن به موسیقی و رادیو استفاده می‌شد، اکنون بخشی رایانه‌ای خودرو، ارتباطات راه دور، سامانه امنیتی خودرو، تماس هندزفری، سامانه ناوبری خودرو، و سامانه تشخیص از راه دور نیز در این سامانه گنجانده شده و استفاده می‌شوند. همچنین می‌توان به وسیله این سامانه صدای ساختگی موتور را ایجاد کرد، به‌ویژه برای خودروهای برقی و بدون صدا که با این صدا راننده حس می‌کند در یک خودروی سریع نشسته‌است. در سال ۲۰۱۵ برای فورد موستانگ، یک سامانه اکوبوست کنترل نویز فعال توسعه داده شد که صدای موتور تقویت شده را از طریق بلندگوهای ماشین پخش می‌کرد.

## نگارخانه

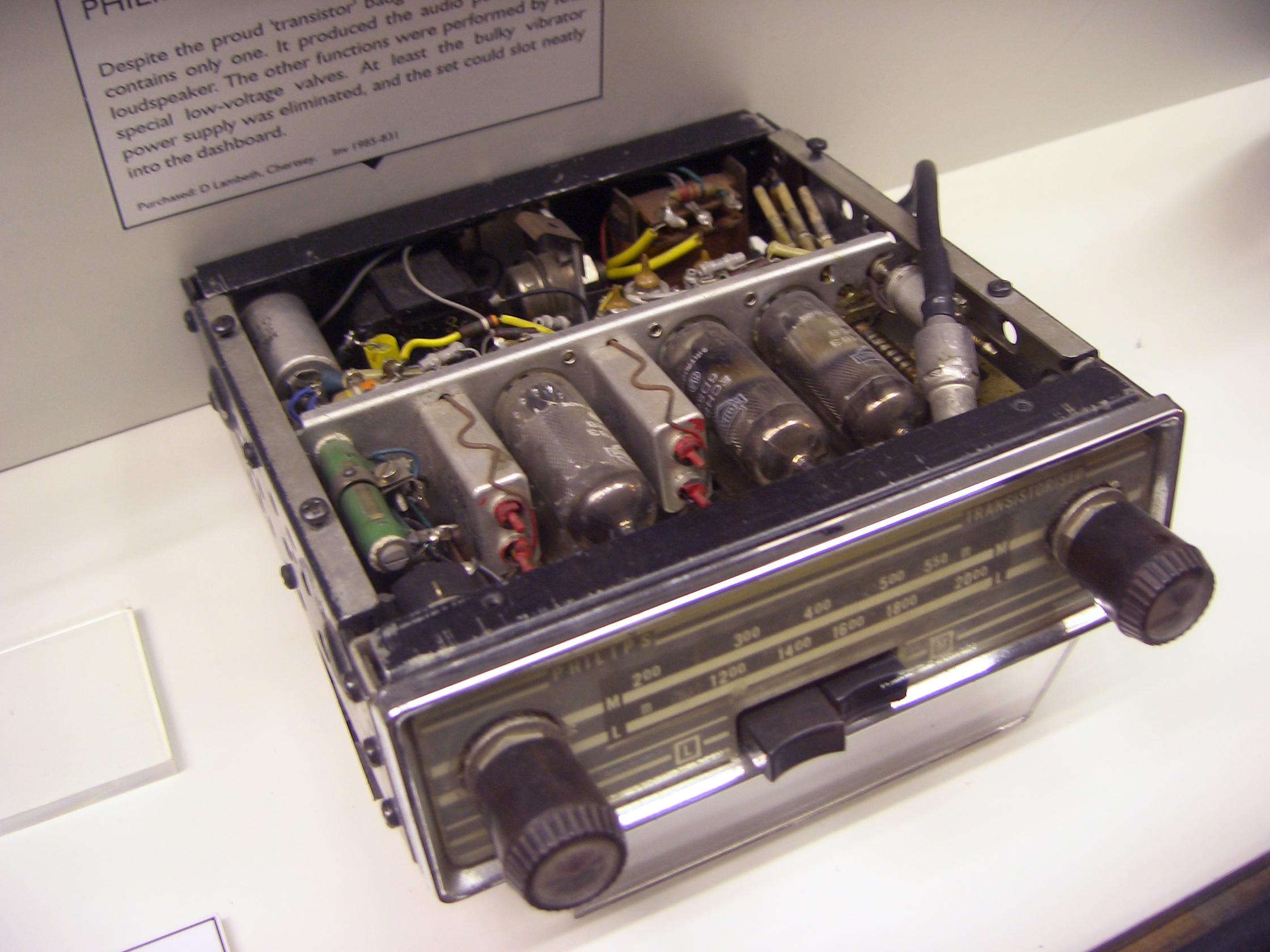
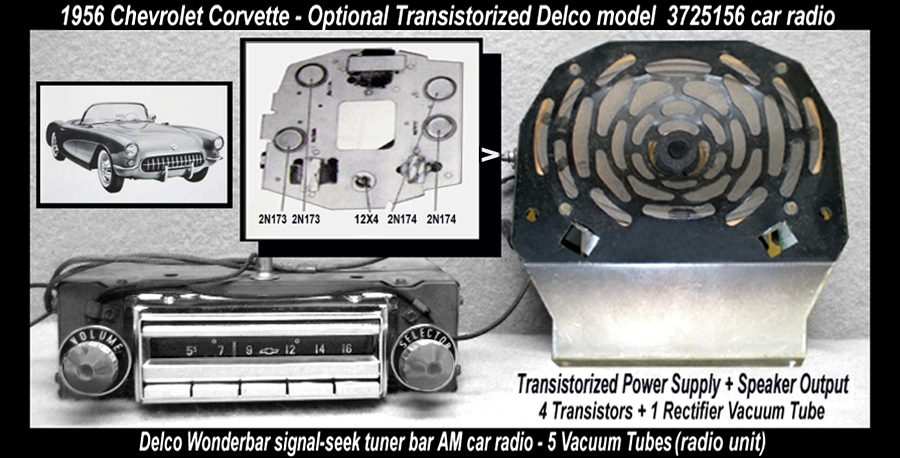
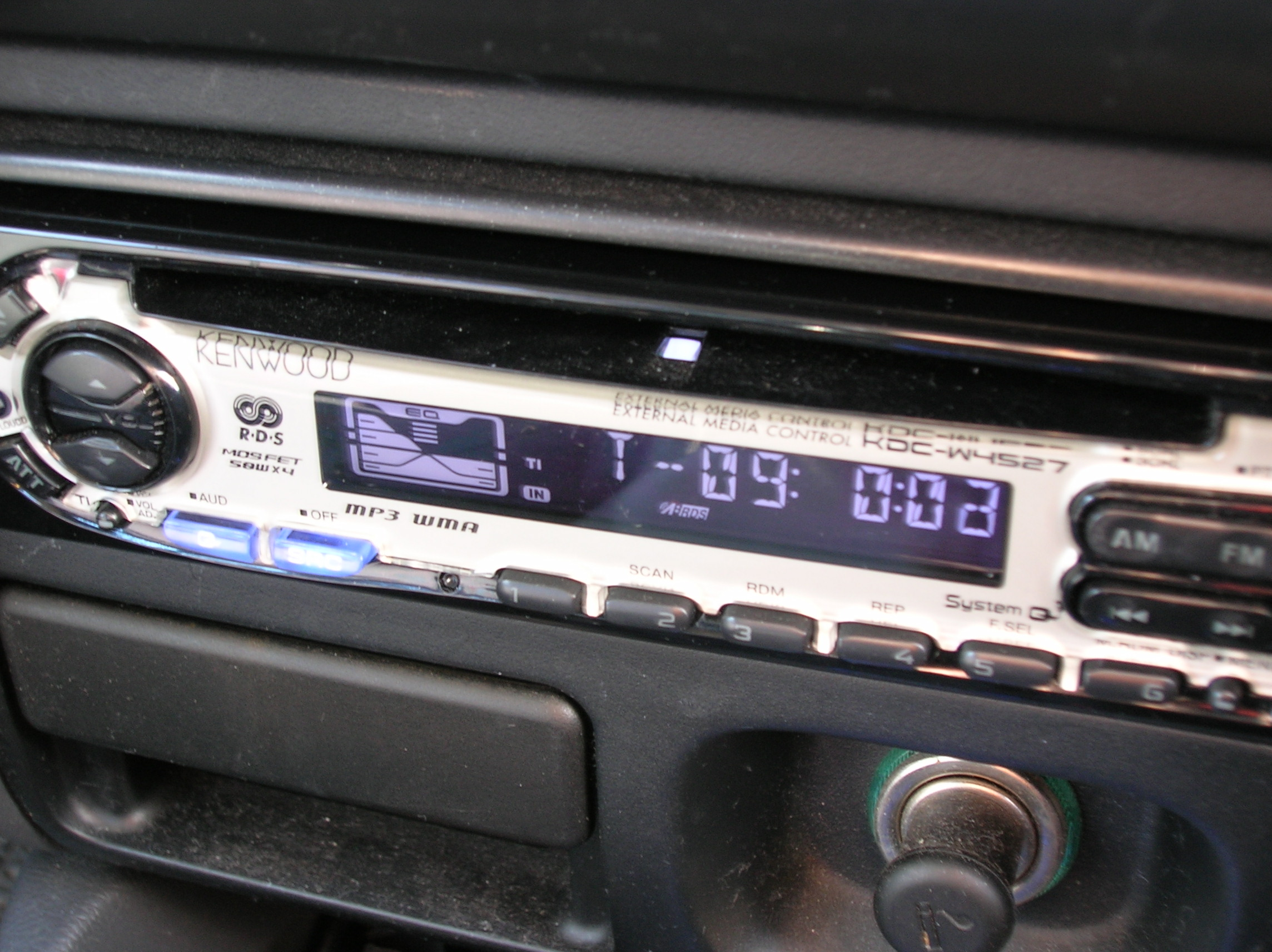
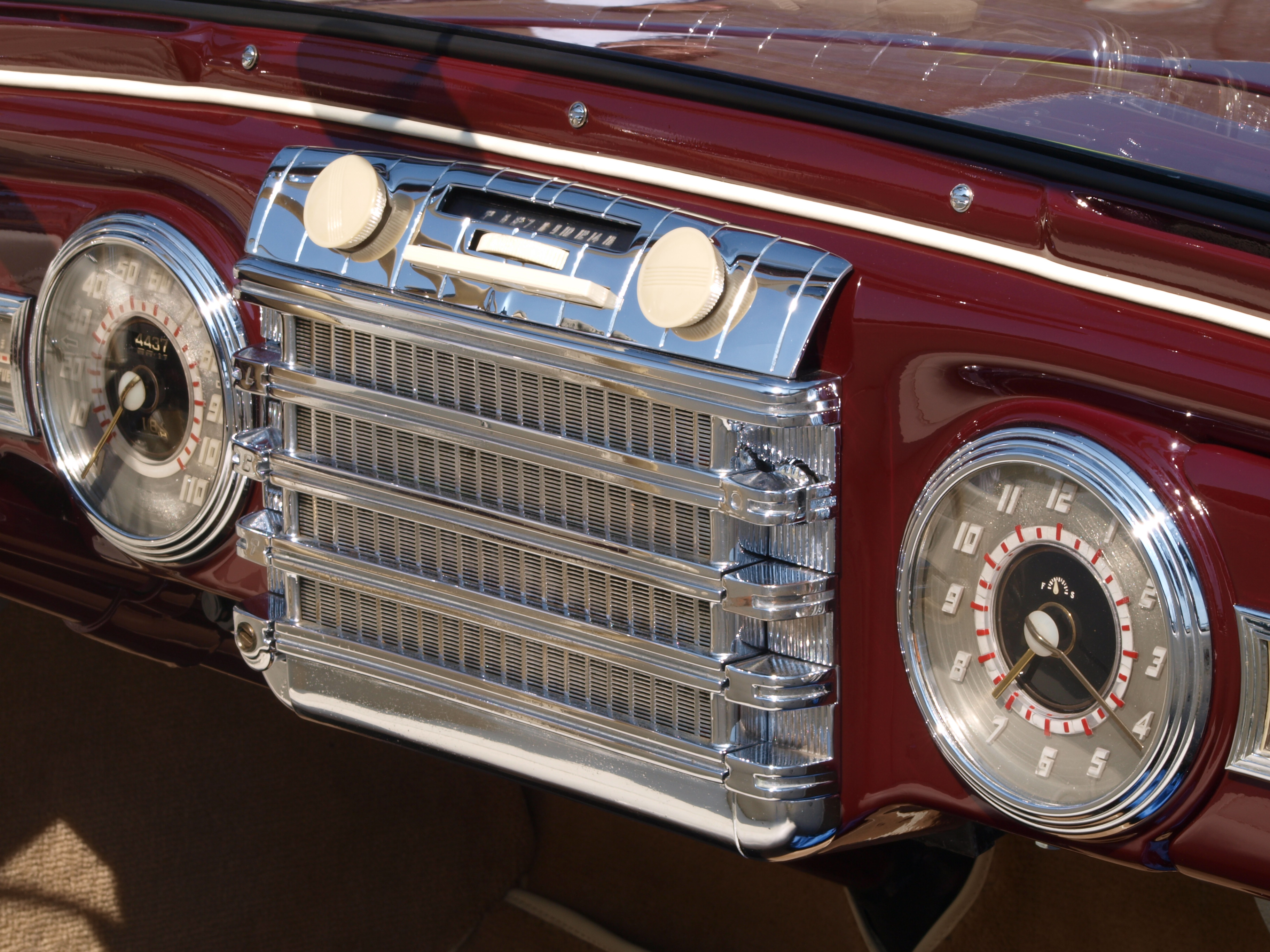
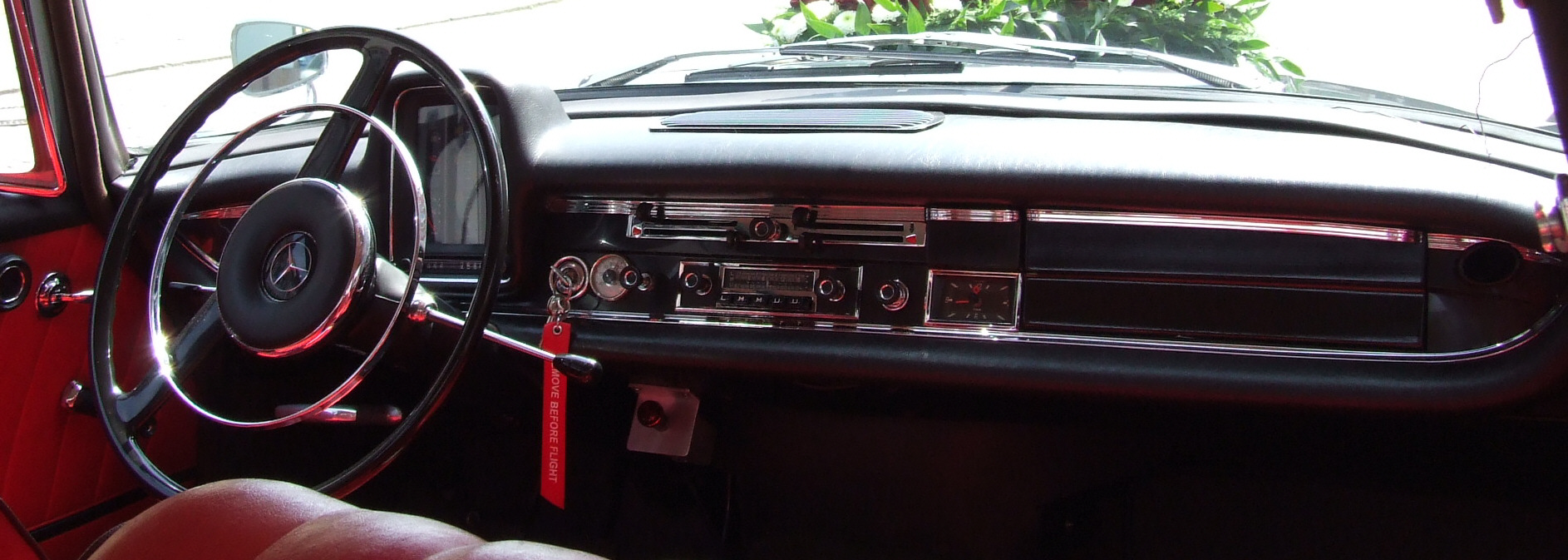
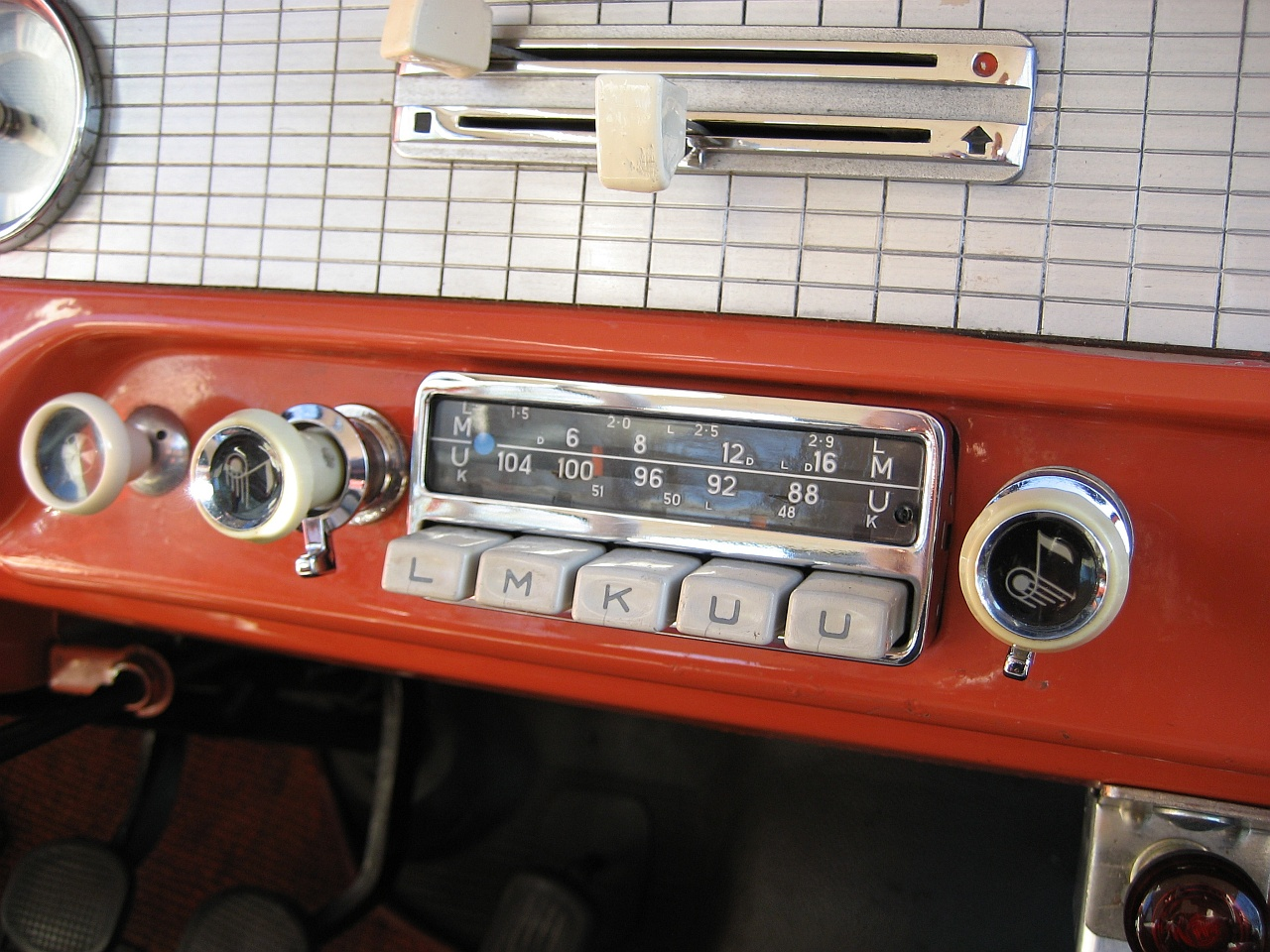
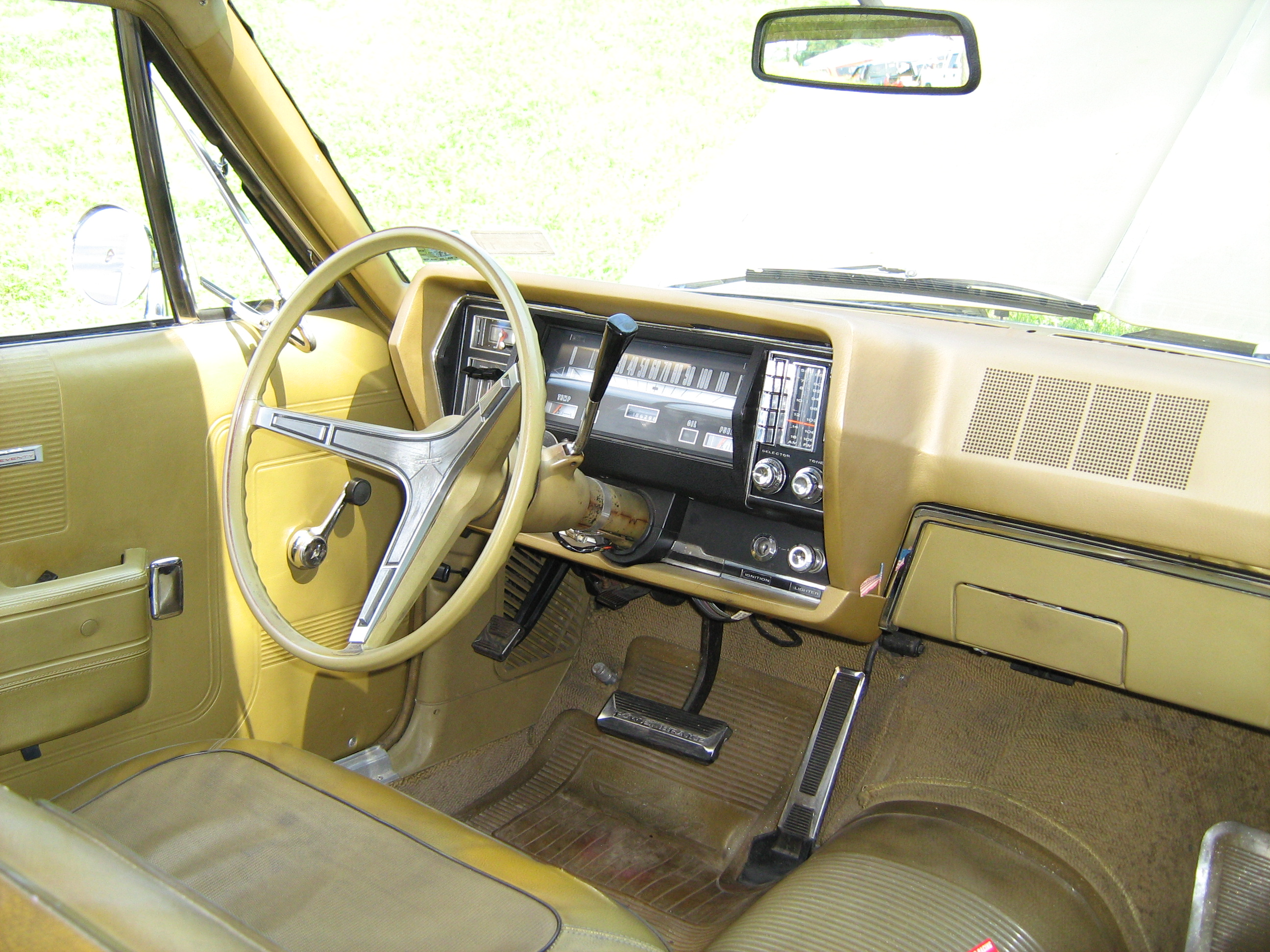
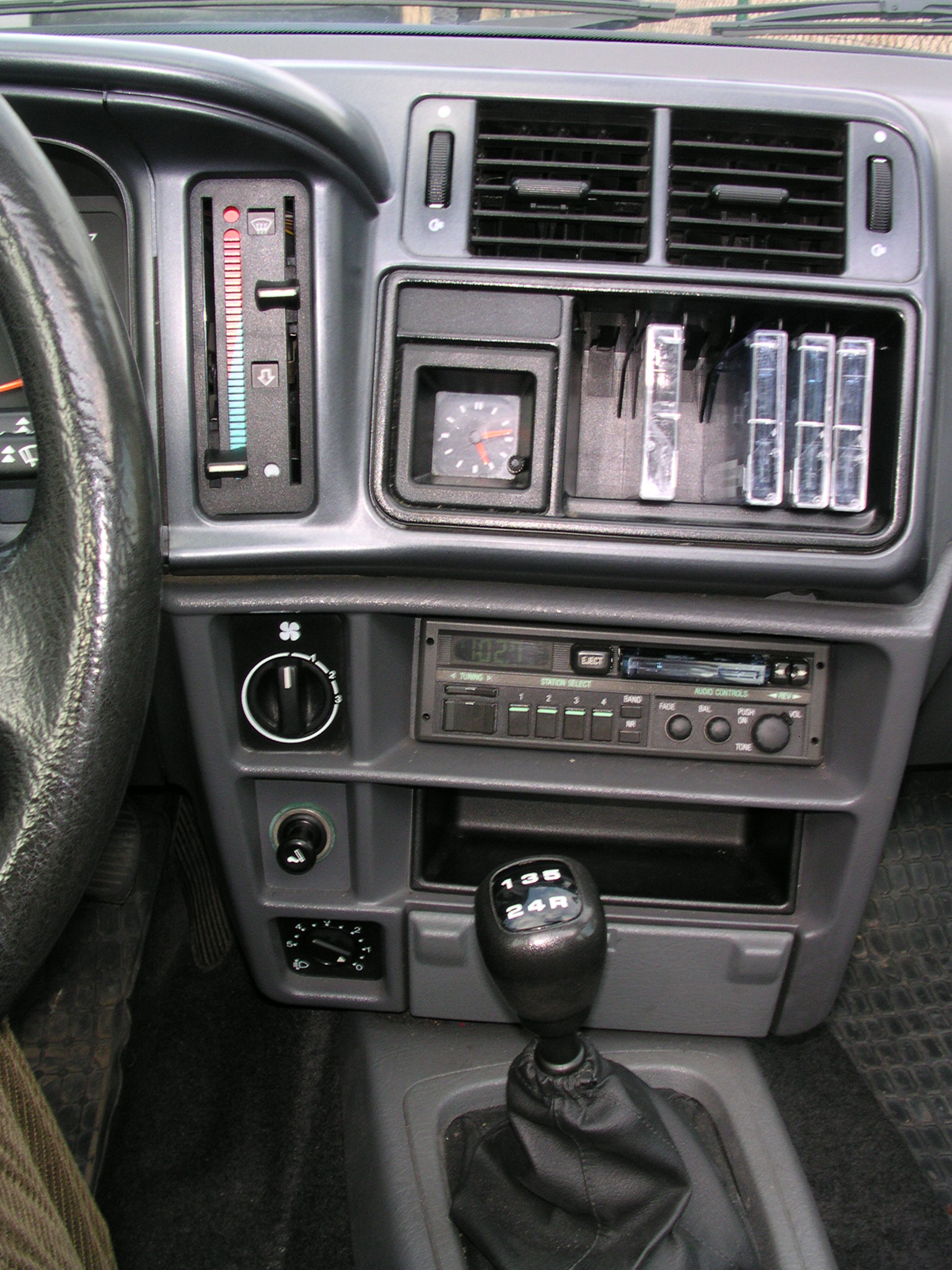
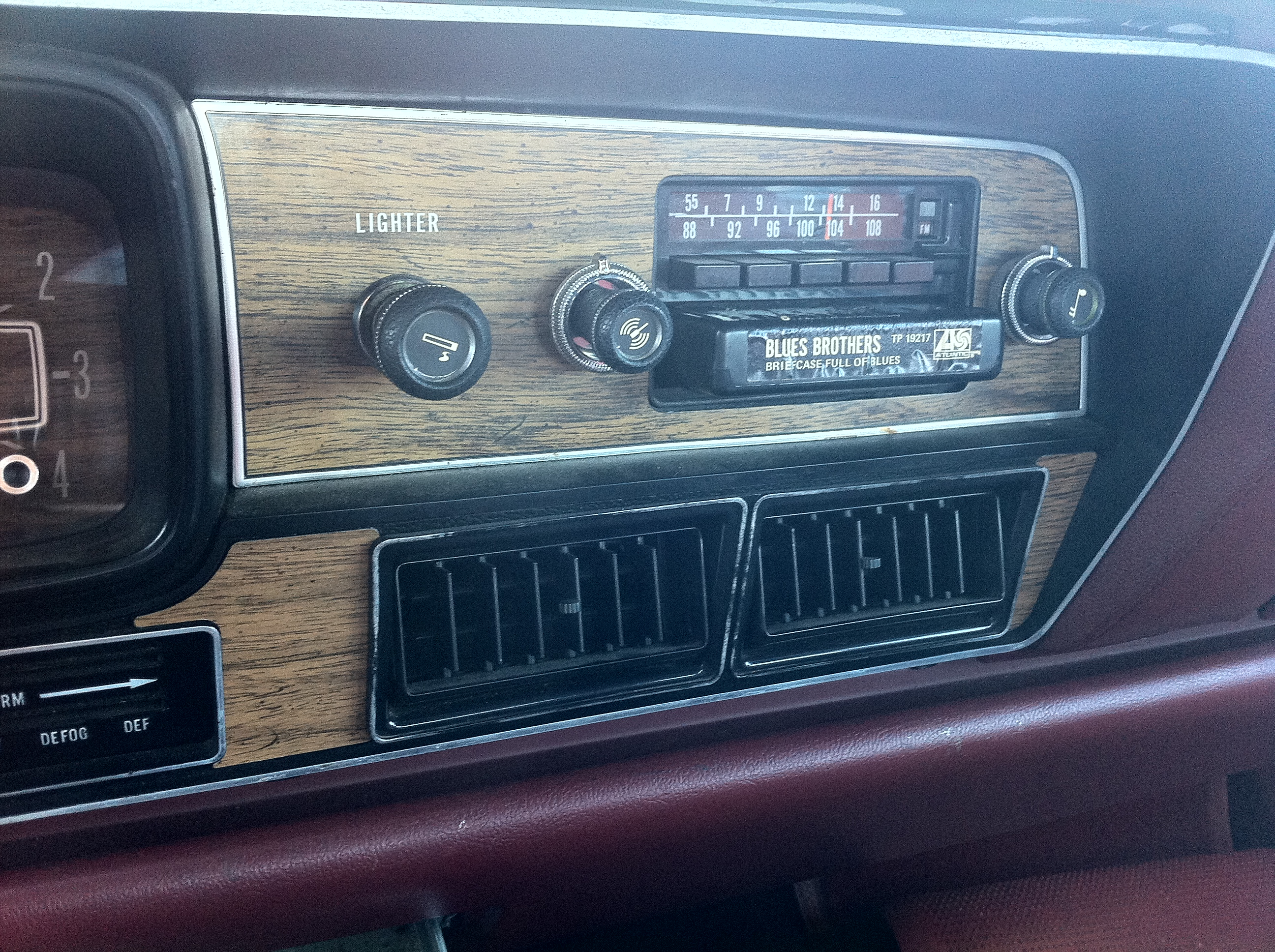
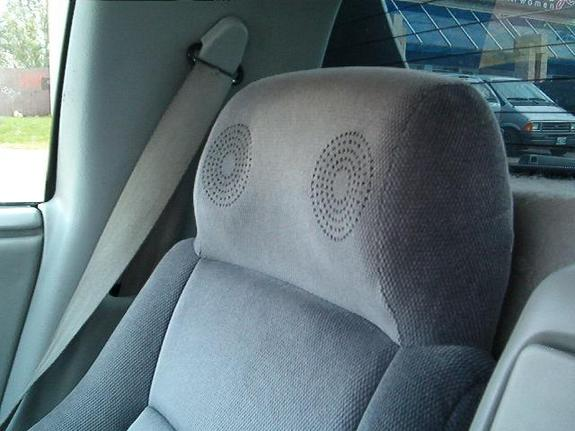
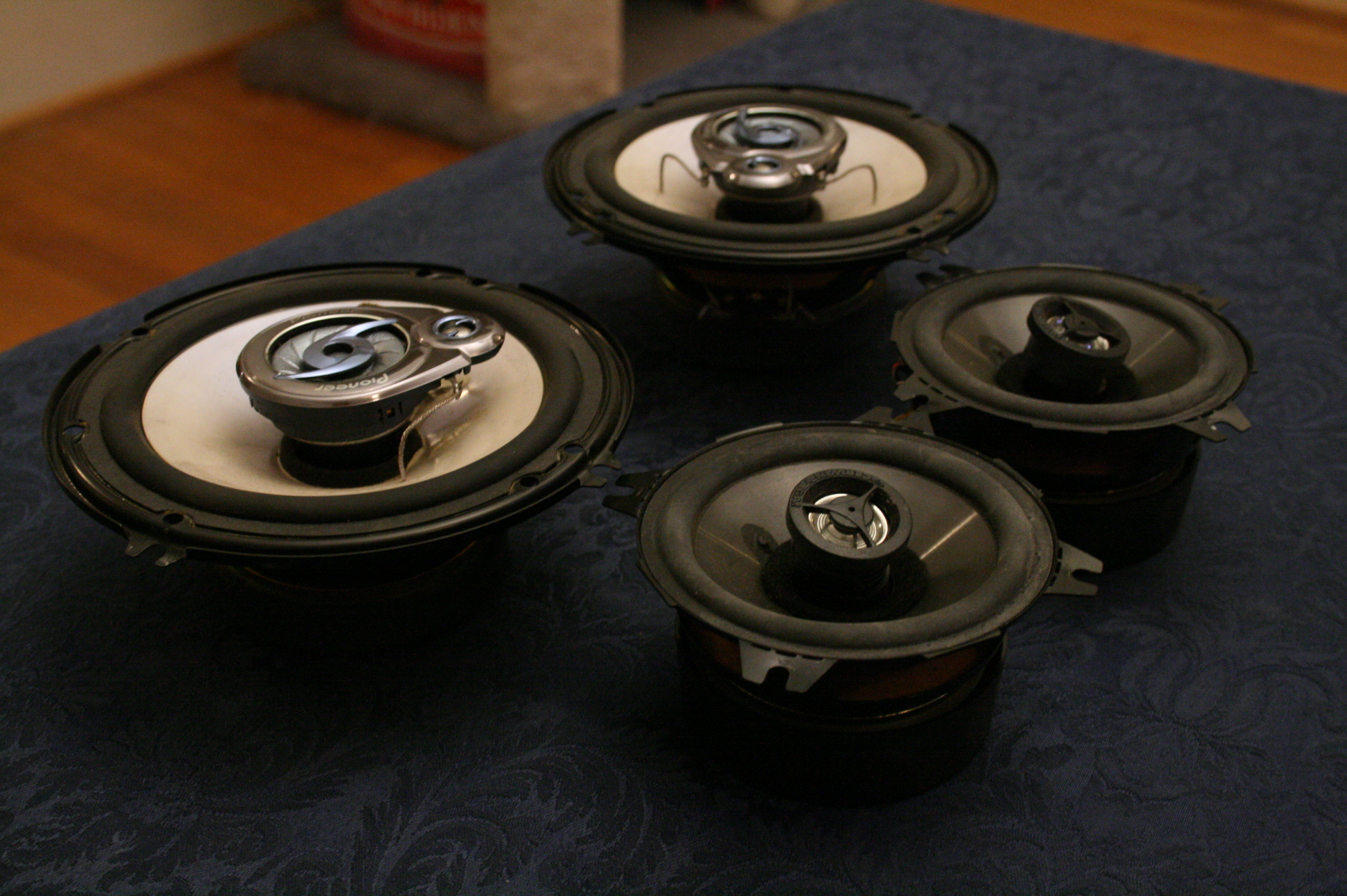
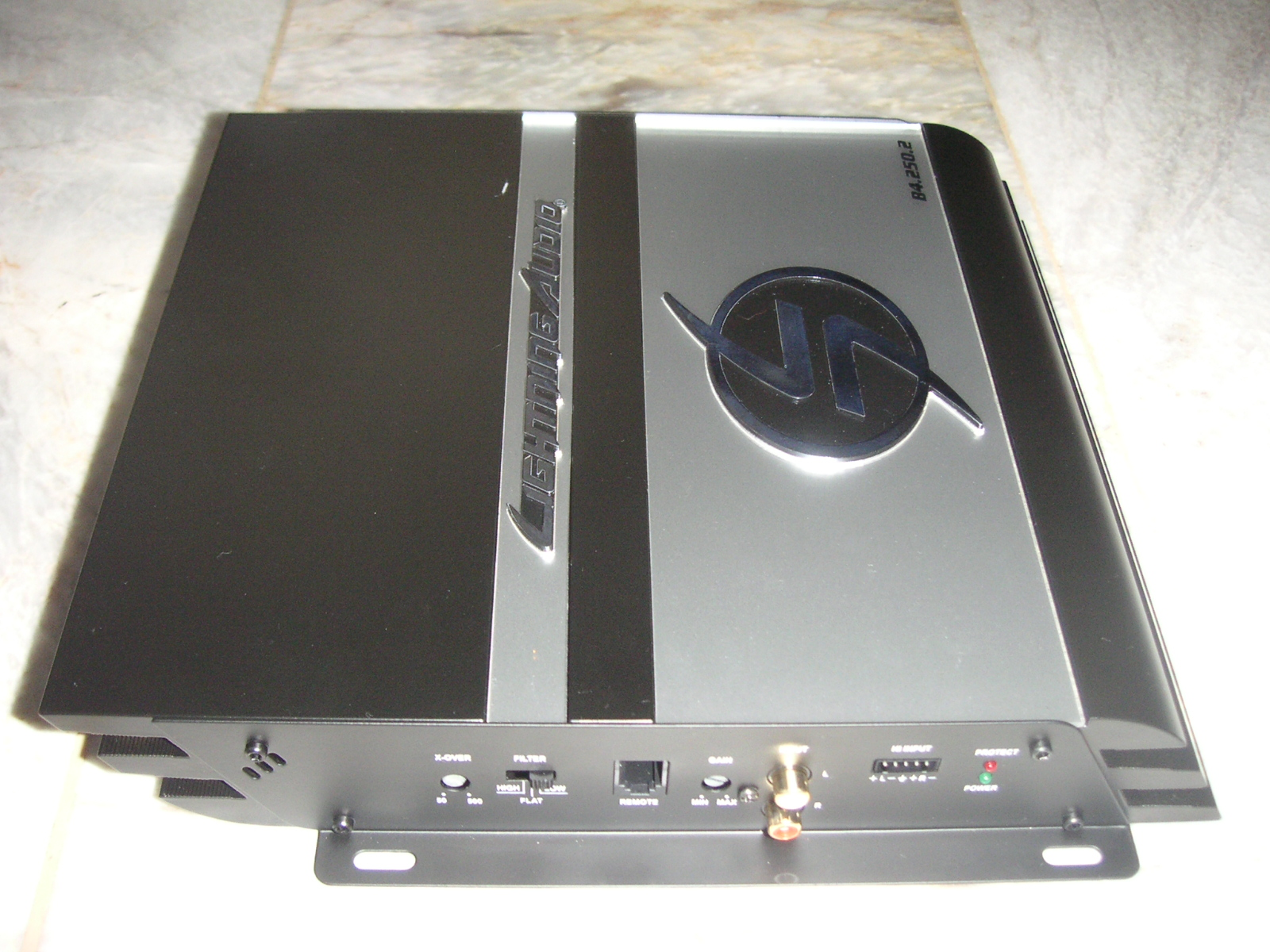
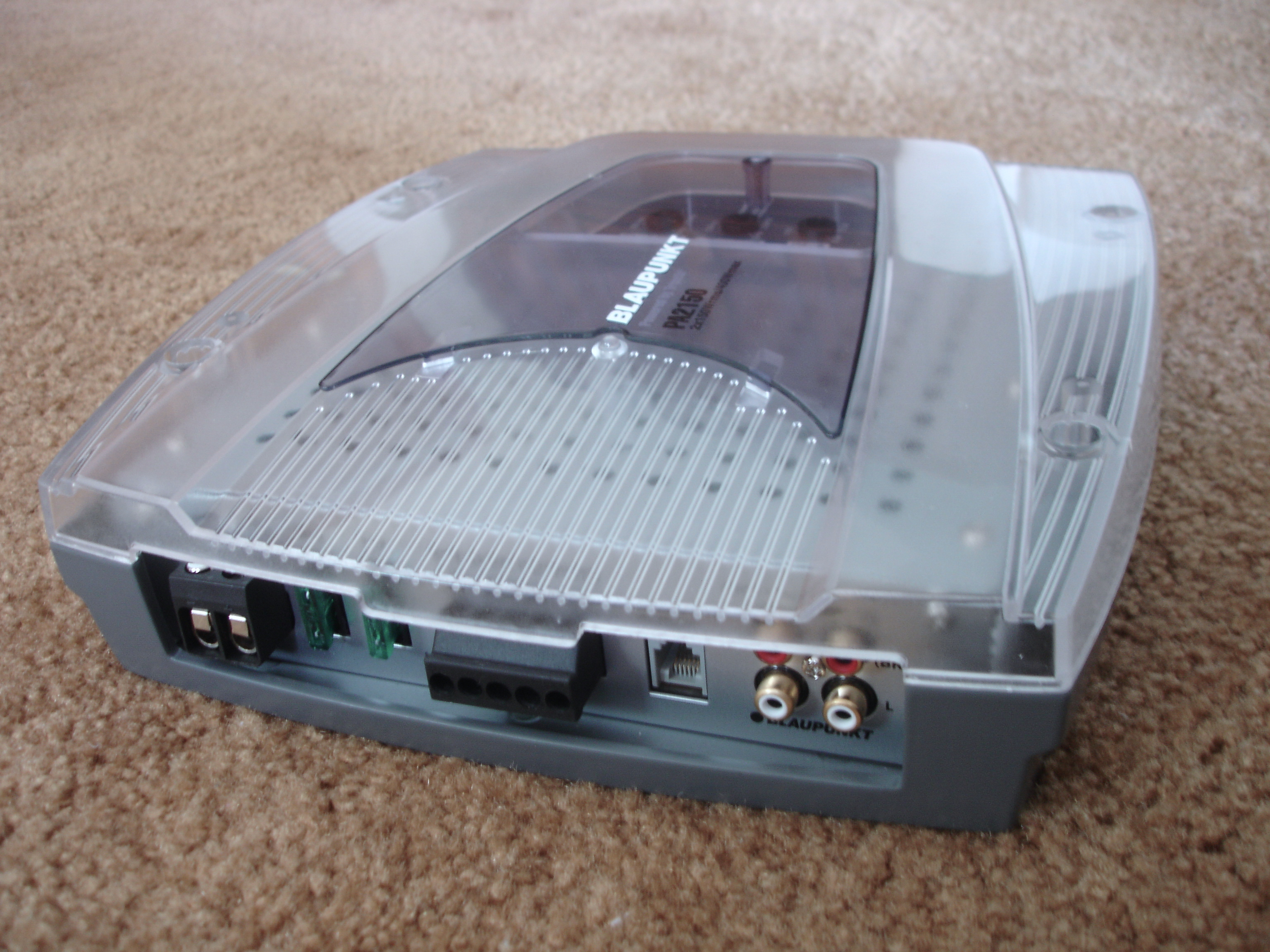
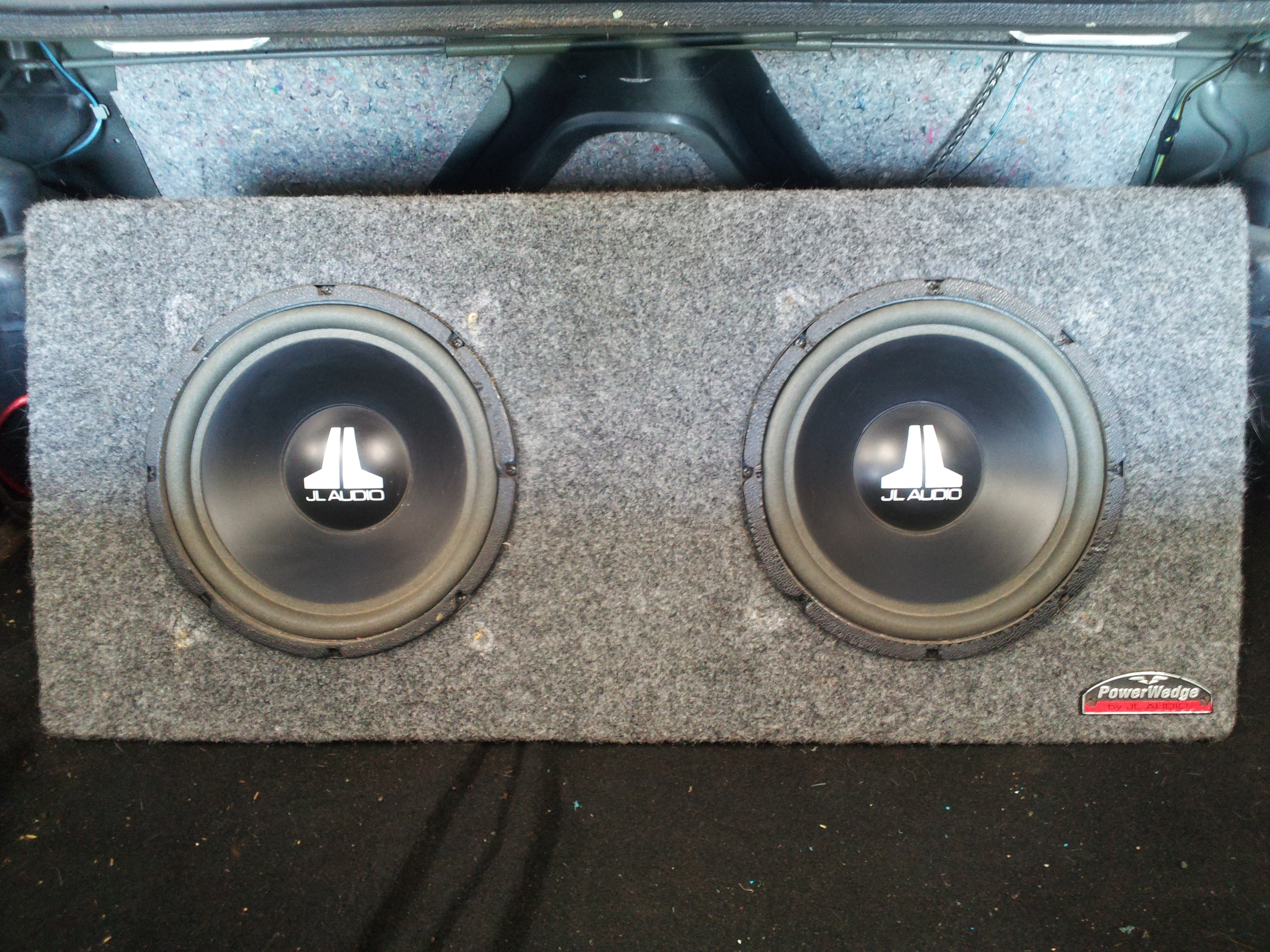
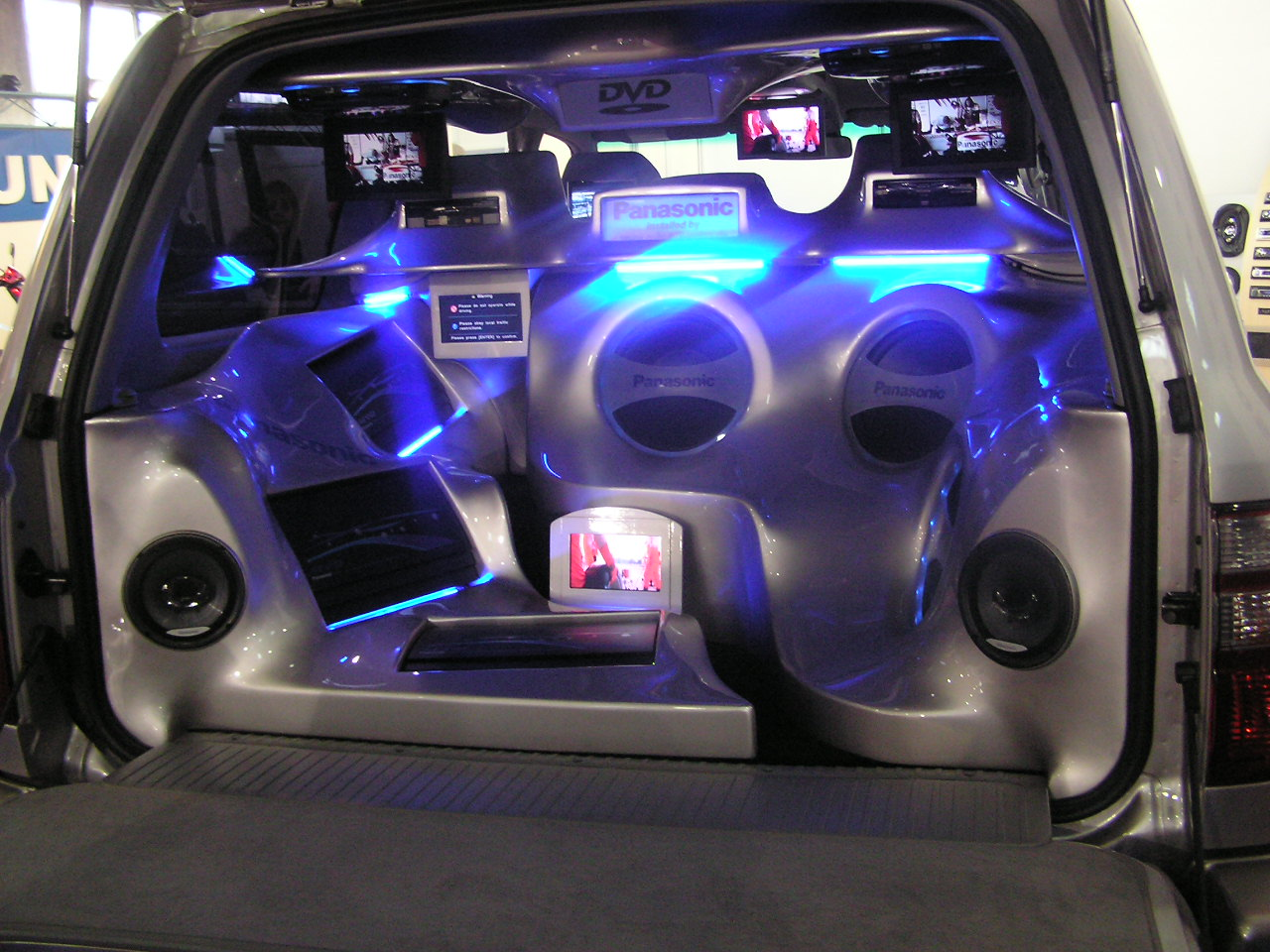
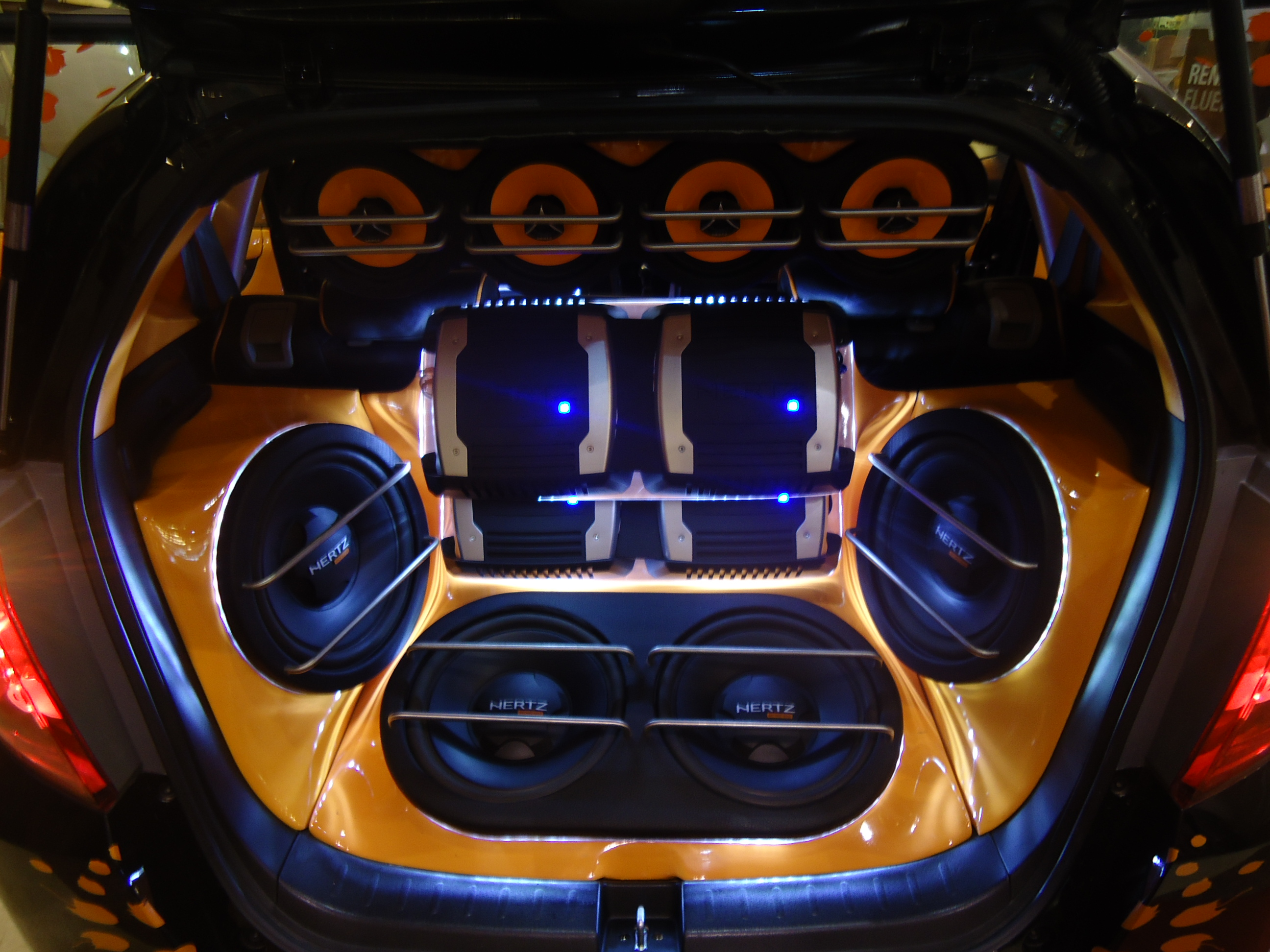
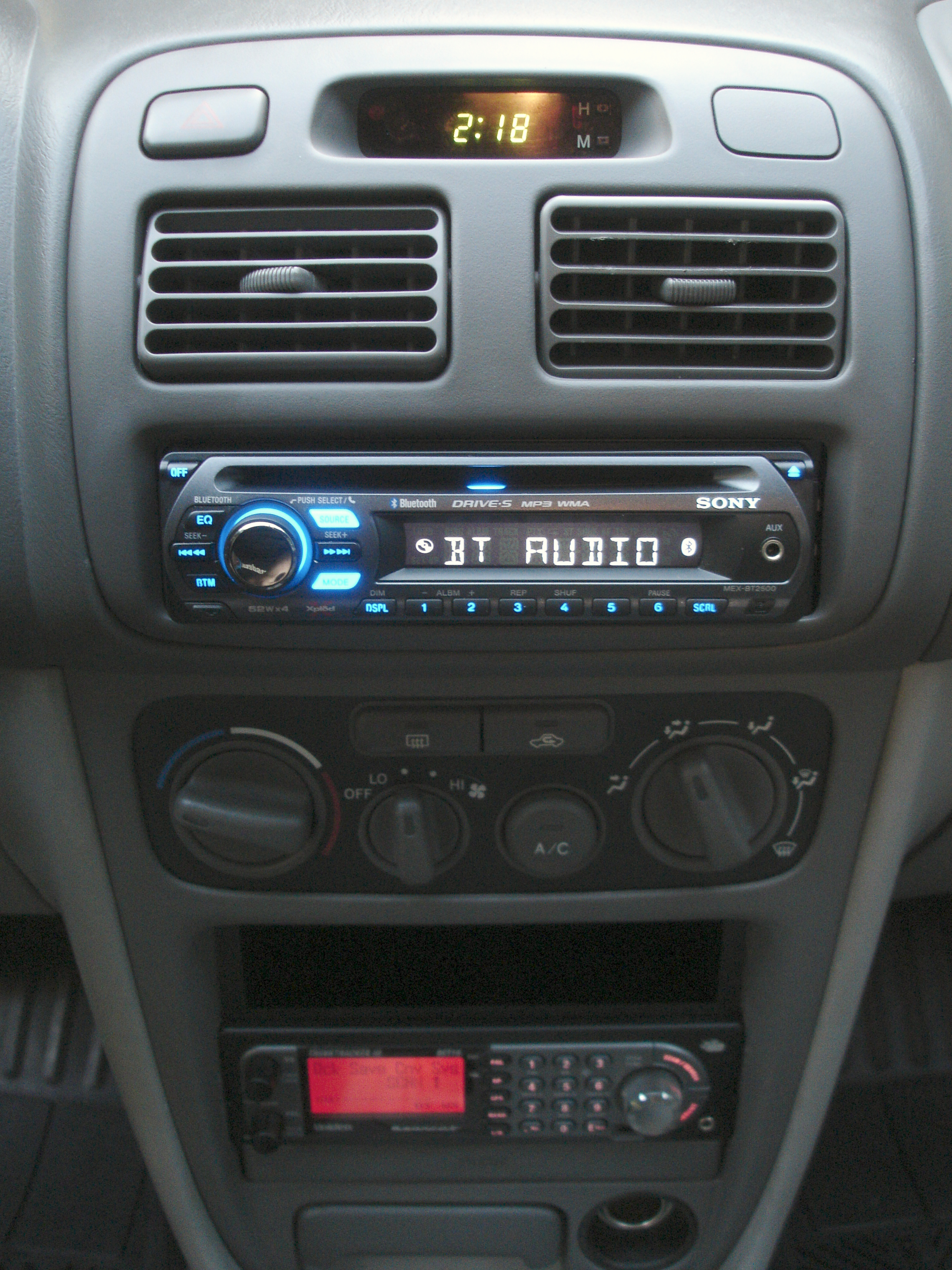